# Suhita

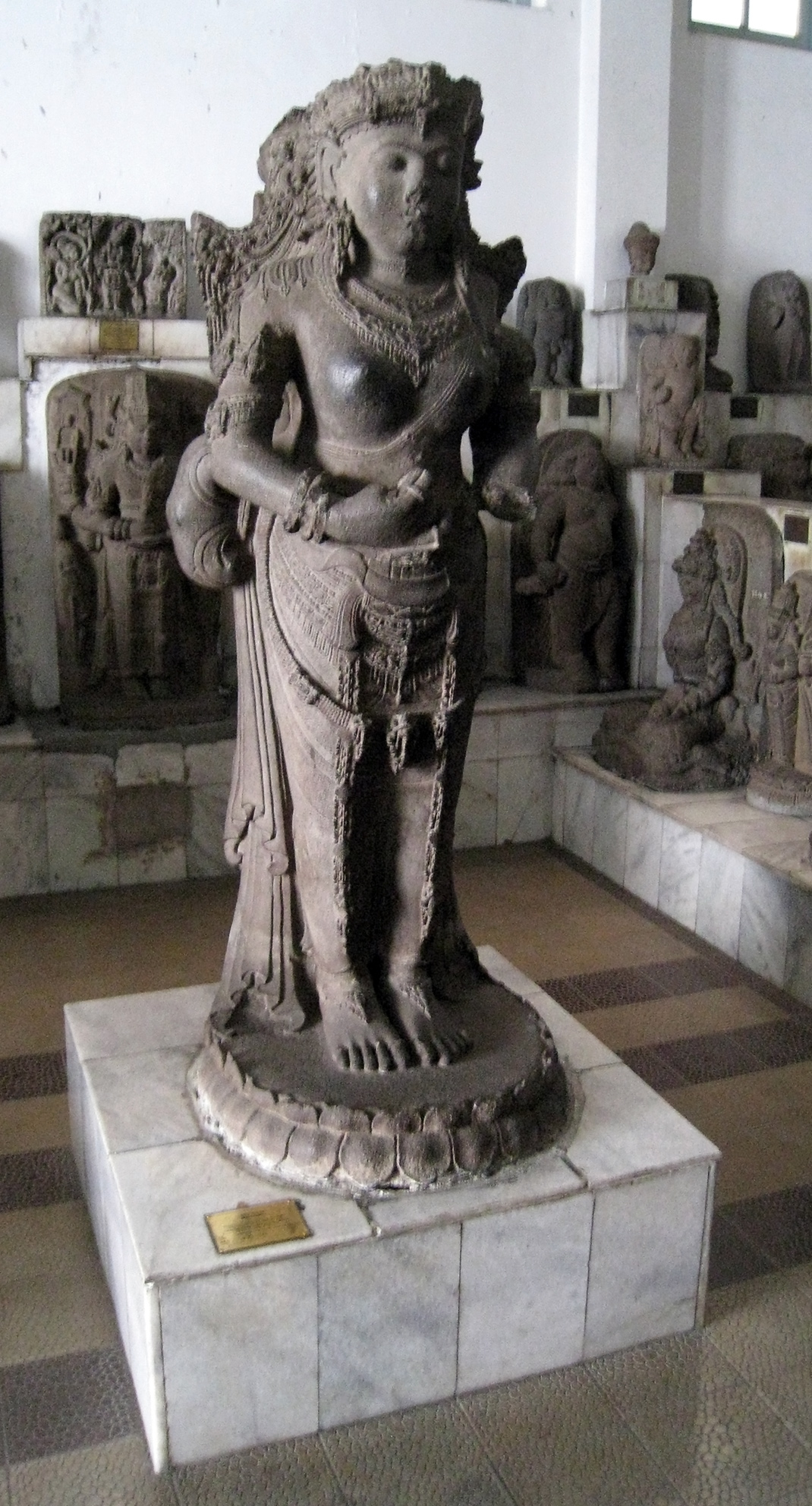
Statue von Königin Suhita von Majapahit

Suhita war eine javanesische Titularkönigin und die sechste Monarchin von Majapahit, die von 1429 bis 1447 regierte.
Sie war die Tochter von ihrem Vorgänger Wikramawardhana und einer Konkubine, die die Tochter der Bhre (=Fürstin) Wirabhumi war, die in einem Bürgerkrieg gegen Wikramawardhana getötet wurde. Suhitas Nachfolger wurde ihr Bruder Kertawijaya.
Die Erzählung Damarwulan soll von ihrer Herrschaft inspiriert worden sein, da in ihr eine junge Königin vorkommt und während ihrer Herrschaft, wie einst bei Suhita, ein Krieg mit dem Königreich Blambangan stattfindet.
Eine Skulptur, die im Regierungsbezirk Tulungagung in Jawa Timur gefunden wurde, soll Suhita darstellen. Sie ist in königlichen Gewändern gekleidet und hält eine Lotusknospe in ihrer rechten Hand, die als Symbol für verstorbene Könige galt.